# Synagogue d'Arlon
La synagogue d’Arlon est un lieu de prière juif situé à Arlon en Belgique. Édifiée en style néo-roman en 1863 pour une communauté juive qui comptait alors 150 personnes, elle est attestée comme la première synagogue construite en Belgique. 
En 2005, la synagogue fut classée au Patrimoine majeur de Wallonie. 

## Histoire juive d'Arlon
Selon le recensement de 1834, 102 Juifs vivent dans la ville (2 % de la population) et sont bien intégrés. 
Jean-Marie Triffaux détaille dans son ouvrage Arlon 1939-1945, de la mobilisation à la répression le sort des Juifs durant l'occupation allemande. Certains parviennent à fuir en France libre, d'autres sont déportés et ceux qui restent sont cachés chez des connaissances dans les villages avoisinants. La synagogue est transformée en dépôt de fourrage. Les rouleaux de la Torah étaient quant à eux conservés par le concierge.
Après la Shoah, certains survivants rentrent à Arlon et un monument est construit dans le cimetière juif d’Arlon en hommage aux victimes.
Depuis les années 1960, la communauté est en décroissance et il ne resterait  pas plus d'une cinquantaine de fidèles.
En 2014, la synagogue est fermée, nécessitant d'importants travaux de rénovation. Le bâtiment est complètement restauré en 2019. 
Après sa rénovation en 2019, le journal L'Avenir la décrit comme une des plus belles synagogues d’Europe et « un véritable joyau », alors qu'elle attire de nombreux visiteurs.